# ريح متصاعد

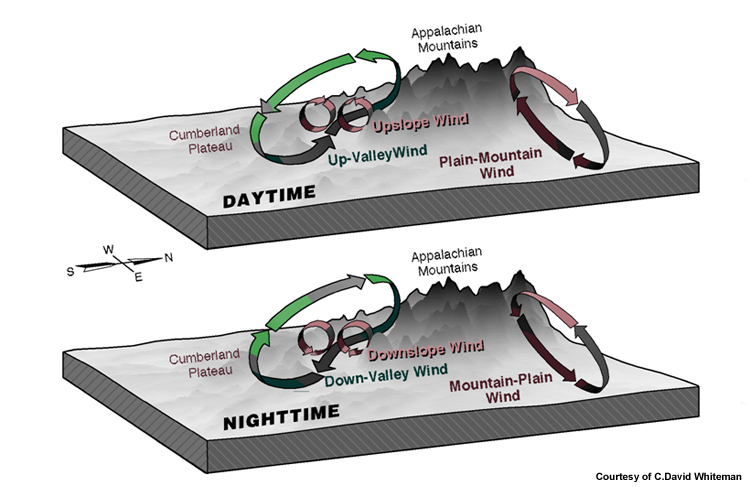

نسيم الوادي أو الرياح الصاعدة أو الرياح السفحية المتصاعدة أو الريح المتصاعد (بالإنجليزية: Anabatic wind)‏، هي الرياح المتصاعدة المدفوعة بالتدفئة خصوصاً خلال النهار وسطوع الشمس لسطح منحدر في ظل ظروف طقس معتدل بحيث يظهر هذا التأثير محلياً عوض التحركات الهوائية الكبرى. وهي نوع من الرياح المحلية، شائعة بوديان المناطق الجبلية.
تُعتبر رياح منعشة مفيدة بشكل خاص لطيارين الطائرة الشراعية الذي تُمكنهم لزيادة ارتفاع الطائرة. ويمكن لهذه الرياح أن تكون ضارة لراكبي الدراجات.